# Super-bourrés
Pour plus de détails, voir Fiche technique et Distribution.
Super-bourrés est un film français réalisé par Bastien Milheau sorti en 2023,.

## Synopsis
Janus est un lycéen qui rêve de quitter sa campagne du sud-ouest de la France ravagée par l'isolement et l'alcoolisme. Lors de sa dernière journée au lycée, il est chargé avec son amie Sam d'apporter à boire pour participer à la fête de fin d'année. Alors qu’ils fouillent dans la cave du père de Janus à la recherche de bouteilles, ils font la découverte d'une étrange machine.

## Production
Le tournage a eu lieu dans le Gers en Gascogne dans la région Occitanie sur les communes de Saint-Puy, Beaumont, Condom, Gondrin, Jegun, Montréal et La Romieu.

## Musique
- Fiddlehead Fern par Cahalen Morrison & Eli West
- Les Murs de poussière par Francis Cabrel

## Fiche technique
Sauf indication contraire, les informations mentionnées dans cette section peuvent être confirmées par les bases de données cinématographiques IMDb et Allociné,  présentes dans la section « Liens externes ».
- Titre français : Super-bourrés
- Réalisation : Bastien Milheau
- Scénario : Bastien Milheau
- Musique : Alexis Rault
- Décors : Clémence Petiniaud
- Costumes :  Joana Georges Rossi
- Photographie : Alexandre Leglise
- Son : Thibaut Sichet
- Montage : Romain Boileau
- Production : Alexis Genauzeau
  - Production déléguée : Simon Bleuzé
  - Co-production : Philippe Carcassonne, Jérôme Hilal
- Sociétés de production : Take Shelter, Ciné@, Zinc Film
- Sociétés de distribution : Zinc Film
- Budget : ?
- Pays de production :  France| Médias externes |                                                        |
| Images          |                                                        |
|                 | Affiche du film sur le site Allociné                   |
| Vidéos          |                                                        |
|                 | Bande-annonce du film sur le compte YouTube d'Allociné |
- Langue : français
- Format : couleur
- Genre : Comédie
- Durée : 79 minutes
- Dates de sortie :
  - France : 30 août 2023 (sortie nationale)

## Distribution
Sauf indication contraire, les informations mentionnées dans cette section peuvent être confirmées par la base de données cinématographiques Allociné,  présente dans la section « Liens externes ».
- Pierre Gommé : Janus
- Nina Poletto : Sam
- Barbara Schulz : Armelle, la mère de Janus[1]
- Amy Purshouse : Esther
- Vincent Moscato : Pascal
- Jean Lassalle : Jacques, le grand-père de Janus
- Jason Chicandier : Maurice
- Clément Barennes : Santucci
- Bernard Mas : M. Marfaing
- Gaëtan Boudoux : Jean-Michel
- Guillaume Balmes : le curé
- Daniel Bottacin : M. Ribard
- Sophie Fillières : la professeur de physique-chimie
- Candide Sanchez : un gendarme
- Adrien Guitton : un gendarme
- Cécile Lacouture : Mme Delbonnel
- Jean Boronat : M. Poilvé
- Eliot Sillon : Lucas